# 堺市立登美丘中学校
堺市立登美丘中学校（さかいしりつとみおかちゅうがっこう）は、大阪府堺市東区にある公立中学校。
当時の南河内郡登美丘町にあった2中学校が合併して、1952年に創立した。

## 沿革
現在の校区周辺では1947年の学制改革の際、当時の南河内郡大草村に大草村立中学校、南河内郡野田村に野田村立中学校がそれぞれ開校した。
その後1950年4月1日付で大草村・野田村が合併して登美丘町が発足した。これに伴い、大草村立中学校を登美丘町立西中学校、野田村立中学校を登美丘町立東中学校にそれぞれ改称した。
西中学校・東中学校は1952年に合併し、登美丘町立中学校となった。1962年4月1日に登美丘町が堺市へ編入したことに伴い、堺市立登美丘中学校と改称している。
その後生徒数増加のため、1985年4月1日には従来の校区を分離する形で堺市立野田中学校を分離開校している。

## 交通
- 南海高野線 北野田駅 西へ約1.4km。
- 南海高野線 萩原天神駅 南西へ約1.4km。
- 南海バス 登美丘中学校前バス停。